# Canonsburg, Pennsylvania
Canonsburg là một thị trấn thuộc quận Washington, tiểu bang Pennsylvania, Hoa Kỳ. Năm 2010, dân số của thị trấn này là 8992 người.